# Radosław Nowakowski (muzyk)
Radosław Nowakowski (ur. 1955) – pisarz, podróżnik, tłumacz, perkusista, muzyk zespołu Osjan. Zajmuje się także książką artystyczną. W 1974 roku ukończył I Liceum Ogólnokształcące im. Stefana Żeromskiego w Kielcach. Studiował architekturę na Politechnice Krakowskiej.
Autor kilkunastu własnoręcznie wykonanych dzieł (m.in. Traktat Kartkograficzny, Ogon Słonia, Hasa Rapasa oraz cykle: Nieopisanie świata i Tajna Kronika Sabiny) oraz 10 metrowej Ulicy Sienkiewicza w Kielcach. Większość jego książek pisana jest w trzech językach: po polsku, angielsku i w esperanto. Jego książki były prezentowane na wystawach w kilkunastu krajach, znajdują się także w zbiorach wielu renomowanych bibliotek świata. Jest autorem powieści hipertekstowej Koniec świata według Emeryka (Korporacja Ha!art, Kraków 2005). 
We wrześniu 2005 został odznaczony Srebrnym Medalem „Zasłużony Kulturze Gloria Artis”.
Mieszka w Dąbrowie Dolnej w Górach Świętokrzyskich. 